# Libero Bizzarri
Libero Bizzarri (* 4. Mai 1926 in Montalto delle Marche, Provinz Ascoli Piceno; † 31. März 1986 in San Benedetto del Tronto) war ein italienischer Journalist und Dokumentarfilmregisseur.

## Leben
Bizzarri, politisch aktiv und Journalist, kam 1949 nach Rom und arbeitete er für L'Avanti!, MondOperaio und Lavoro. 1959 bis 1962 war er auch als Filmkritiker aktiv; daneben schrieb er zahlreiche Essays zum Thema. Seit den 1950er Jahren und bis 1976 drehte er zudem etliche Dokumentarfilme und einige Arbeiten für das Fernsehen. Damit nahm er an einigen Festivals teil; sein Boccione e i futuristi war 1961 für einen Oscar nominiert. Für das Kino war er mit einer Episode zu I misteri di Roma sowie dem Kollaborationsfilm L'Addio a Enrico Berlinguer 1984 aktiv.
1976 gründete er die Produktionsgesellschaft Eagle Cinematografia. Eine Stiftung seines Namens vergibt einen Preis für Arbeiten zum Thema „Kommunikation und Filmkunst“.